# Stryjskyj-Park

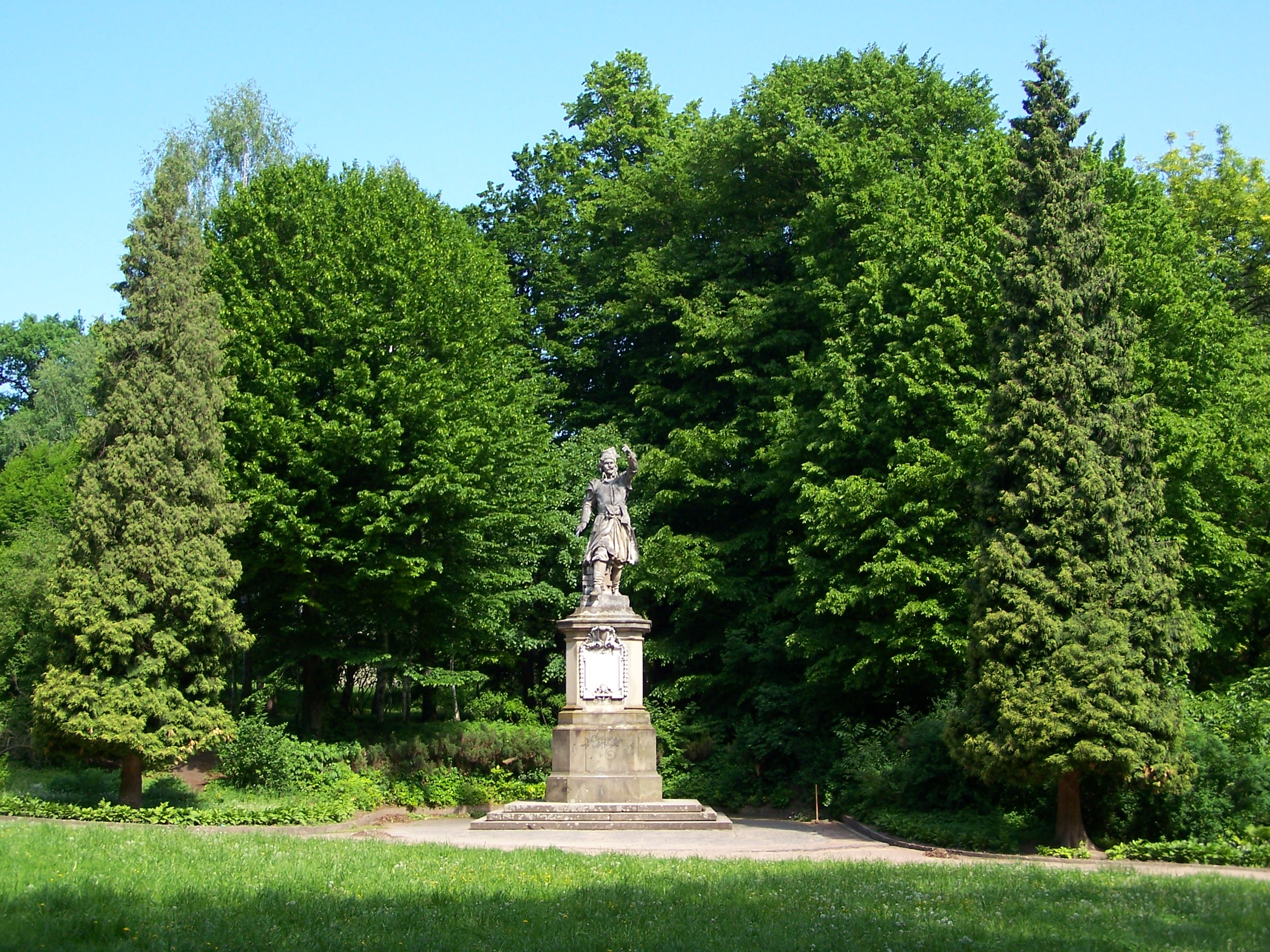
Denkmal für Jan Klininski im Stryjskyj Park.

Der Stryjskyj-Park (ehem. Kiliński Park) ist einer der ältesten und schönsten Parks in Lwiw, ein Wahrzeichen der Gartenkunst nationaler Bedeutung. Er befindet sich im Stadtteil Sofiyivka des Stadtbezirks Halycjkyj. Es galt als der schönste Park der Zwischenkriegszeit.

## Geschichte
Die Geschichte der Parkanlage reicht bis in die Jahre 1876/1877 zurück, als damaligen Stadtbehörden beschlossen, auf den sandigen Hügeln, steilen Schluchten und Tälern in unweit von Lemberg einen besonderen Ort für Spaziergänger einzurichten. Der berühmte Meister der Landschaftskunst der Stadt Lemberg, Ingenieur Arnold Röhring wurde mit der Umsetzung des Projektes beauftragt. Für die Verlegung von Alleen und Gartenwegen für die neue Parkanlage war er gezwungen, den ehemaligen Stryiskyj Friedhof, der im Jahr 1823 geschlossen worden ist, zu vernichten. Im Jahre 1879 begann auf Initiative des Stadtrates Stanisław Niemczynowski die Errichtung des Parks.
Für den neuerrichteten Park wurden Pflanzen und Bäume aus verschiedenen Ecken der Welt gebracht. Es wurden 40.000 Bäume gepflanzt, darunter Fichte, Ahorn, Platane, exotische Arten wie Roteiche, Tulpenbaum, Buche, Ginkgo etc. Im Jahr 1887 hat der Lemberger Stadtrat über die Errichtung des Denkmals für Jan Kiliński – einer der Teilnehmer an dem Aufstand unter der Leitung von Tadeusz Kościuszko beschlossen. Das Denkmal sollte im neu gegründeten Park, der auch den Namen Kilinsky Park erhalten hat, stehen. Bereits 1888 wurde mit dem Bau des Denkmals im Auftrag des berühmten Bildhauers Julian Markowski begonnen und am 18. Juni 1895 eröffnet. Der Name "Kilinsky Park" hat sich jedoch nicht durchgesetzt, die Bezeichnung "Stryisky Park" war beliebter und ist bis heute geblieben.
Vom 5. Juni bis zum 10. Oktober 1894 fand in Stryjskyj Park die Galizische Landesausstellung statt. Im Vorfeld der Landesausstellung wurden 1894 im oberen Parkteil 130 Ausstellungspavillons gebaut. Zu den eindrucksvollsten zählten der polnische Radiopavillon, der Pavillon der Balschewsky-Fabrik sowie der Industriepavillon. Während der Ausstellung wurde das berühmte Panoramagemälde der Schlacht von Racławice (Maler Jan Styka, Wojciech Kossak und andere) gezeigt.